# Ritual of Battle
Albums de Army of the Pharaohs
The Torture Papers
(2006) The Unholy Terror
(2010)
Singles
1. Bloody Tears

Ritual of Battle est le deuxième album studio d'Army of the Pharaohs, sorti le 21 septembre 2007.

## Liste des titres
| No  | Titre                                            | Contient un (des) sample(s) de | Durée |
| --- | ------------------------------------------------ | --- | ----- |
| 1.  | Swords Drawn (Produit par Esoteric)              | Suspiria de Goblin Welcome to Bullworth de Shawn Lee | 4:08  |
| 2.  | Time to Rock (Produit par Celph Titled)          | Piano Concerto in a Minor d'Edvard Grieg Put It On de Big L featuring Kid Capri Parental Discretion de Big Pun featuring Busta Rhymes Rhyme Tyme de Kool G Rap & DJ Polo As the Rhyme Goes On d'Eric B. & Rakim The Mad Scientist de Large Professor | 3:47  |
| 3.  | Dump the Clip (Produit par Esoteric)             | Godzilla March d'Akira Ifukube | 2:46  |
| 4.  | Black Christmas (Produit par Aktone)             | | 5:22  |
| 5.  | Blue Steel (Produit par Vanderslice)             | Pushing Ahead de Trevor Bastow | 2:41  |
| 6.  | Gun Ballad (Produit par Ill Bill et Sicknature)  | | 3:53  |
| 7.  | Strike Back (Produit par DJ Kwestion)            | Halftime de Nas | 4:14  |
| 8.  | Frontline (Produit par Aktone)                   | L'Hélicoptère de Bruno Coulais | 4:20  |
| 9.  | Through Blood by Thunder (Produit par Skammadix) | | 3:44  |
| 10. | Murda Murda (Produit par Esoteric)               | | 3:40  |
| 11. | Bloody Tears (Produit par DJ Kwestion)           | Bloody Tears de Kenichi Matsubara, Masahiro Ikariko, Kazuhiko Uehara et T-San Two to the Head de Kool G Rap & DJ Polo featuring Scarface, Bushwick Bill et Ice Cube                                                                                  | 4:36  |
| 12. | Seven (Produit par Ill Bill et Sicknature)       | | 6:13  |
| 13. | Drama Theme (Produit par Aktone)                 | | 6:23  |
| 14. | Pages in Blood (Produit par Beyonder)            | | 3:58  |
| 15. | D and D (Produit par Aktone)                     | À ma manière de Dalida | 1:59  |
| 16. | Don't Cry (Produit par JBL the Titan)            | Don't Cry Baby d'Etta James | 4:41  |